# Horstmann
Horstmann ist ein deutscher Familienname.

## Namensträger
- Alex Horstmann (1891–1971), deutscher Widerstandskämpfer
- Alfred Horstmann (1879–1947), deutscher Diplomat
- August Friedrich Horstmann (1842–1929), deutscher Chemiker
- Axel Horstmann (Altphilologe) (1945–2024), deutscher Altphilologe
- Axel Horstmann (Politiker) (* 1954), deutscher Politiker (SPD)
- Bernhard Horstmann (Verleger) (1860–nach 1929), deutscher Zeitungsverleger
- Bernhard Horstmann (1919–2008), deutscher Schriftsteller
- Burkhard Horstmann (1955–2005), deutscher Obdachloser und Berliner Stadtoriginal
- Carl Horstmann (1847–1912), deutscher Augenarzt
- Carola Horstmann (* 1948), deutsche Heimatdichterin
- Claude Horstmann (* 1960), deutsche Bildhauerin und Aktionskünstlerin
- Claus Horstmann (* 1964), deutscher Fußballfunktionär
- Clemens Horstmann (1892–1981), deutscher Landwirt und Politiker (Zentrum, CDU)
- Dennis Horstmann (* 1980), deutscher DJ, siehe Special D.
- Dorothy M. Horstmann (1911–2001), US-amerikanische Epidemiologin, Virologin, Kinderärztin und Hochschullehrerin
- Ernst Horstmann (1909–1972), deutscher Mediziner
- Georg Horstmann (1894–1940), deutscher Landrat
- Günther Horstmann (1894–1993), deutscher Konteradmiral
- Hans Horstmann (Kriegsverbrecher) (1885–1972), deutscher Militär und Kriegsverbrecher
- Hans-Henning Horstmann (* 1945), deutscher Diplomat
- Heike Horstmann (* 1971), deutsche Handballspielerin
- Heinrich Horstmann (Kaufmann) (1874–1945), deutscher Weltumradler, Kaufmann und Autor
- Heinrich Nicolaus Horstmann (1817–1884), deutscher Arzt und Hochschullehrer
- Hermann Horstmann (1893–1938), deutscher Jurist und politischer Funktionär (KPD)
- Hubert Horstmann (* 1937), deutscher Philosoph und Science-Fiction-Autor
- Ignatius Frederick Horstmann (1840–1908), US-amerikanischer Geistlicher, römisch-katholischer Bischof von Cleveland
- Jacob Horstmann (um 1440–um 1500), deutscher Domherr, Rektor der Universität Rostock
- Jan Horstmann (Maler) (Johann Peter Paul Horstmann; 1894–1982), deutscher Maler
- Jan Michael Horstmann (* 1968), deutscher Dirigent
- Janna Horstmann (* 1984), deutsche Schauspielerin Hör-, OFF- und Synchronsprecherin
- Johann Heinrich Horstmann (1795–1860), deutscher Politiker
- Johann Peter Paul Horstmann (1894–1982), deutscher Maler, siehe Jan Horstmann (Maler)
- Johannes Horstmann (* 1943), deutscher katholischer Theologe
- Kai Horstmann (* 1967), deutscher evangelischer Theologe
- Karl Horstmann (* 1967), US-amerikanischer Filmproduzent, -regisseur und Drehbuchautor
- Klaus Horstmann (Zoologe) (1938–2013), deutscher Zoologe
- Klaus Horstmann-Czech (1943–2022), deutscher Bildhauer
- Kurt Horstmann (1909–1986), deutscher Bevölkerungsstatistiker
- Lally Horstmann (1898–1954), deutsche Schriftstellerin
- Lana Horstmann (* 1986), deutsche Politikerin
- Leonard Horstmann (* 2004), deutscher Leichtathlet
- Manfred Horstmann (1928–1992), deutscher Physiker sowie Gründungsrektor und langjähriger Präsident der Universität Osnabrück
- Peter Horstmann (* 1986), deutscher Jurist, Verwaltungsbeamter und Kommunalpolitiker (parteilos)
- Rolf-Peter Horstmann (* 1940), deutscher Philosoph
- Roy Horstmann (1910–1998), US-amerikanischer American-Football-Spieler
- Rudi Horstmann (1922–2004), deutscher Sänger, Komiker und Schauspieler
- Rudolf Horstmann (1913–1945), deutscher Mediziner und SS-Hauptsturmführer, tätig in KZs Auschwitz und Sachsenhausen
- Sabine Horstmann (* 1952), deutsche Kirchenmusikerin
- Siegfried Horstmann (1903–1986), deutscher Schriftsteller
- Simone Horstmann (* 1984), deutsche Autorin und katholische Theologin
- Thomas Horstmann (* 1961), deutscher Sportmediziner und Hochschullehrer
- Udo Horstmann (* 1936), deutsch-schweizerischer Geschäftsmann, Sammler, Mäzen und Diplomat
- Ulrich Horstmann (Horst-Ulrich Mann; Klaus Steintal; * 1949), deutscher Literaturwissenschaftler und Schriftsteller
- Ulrich Horstmann (Ökonom) (* 1960), deutscher Ökonom und Analyst
- Walter Horstmann (1935–2015), deutscher Fußballschiedsrichter
- Wolfram Horstmann (* 1971), deutscher Bibliothekar